# Новомихайловка (Александровський район)
Новомиха́йловка (рос. Новомихайловка) — село у складі Александровського району Оренбурзької області, Росія.

## Населення
Населення — 275 осіб (2010; 341 у 2002).
Національний склад (станом на 2002 рік):
- росіяни — 52 %
- башкири — 37 %